# 汪锦元
汪锦元（1909年—1992年3月26日）原名汪国梁，江苏苏州人，中国共产党情报人员。

## 生平
汪锦元少年时，因父亲早逝，被母亲（日本裔）送到日本。1929年随母亲到上海谋生，并且更名为汪锦元。后来受日本籍中共党员西里龙夫等人影响，于1936年加入中国共产党。1938年初，汪锦元奉命打入伪上海市政府（先后为上海市大道政府、督办上海市政公署、上海特别市政府）秘书处。因其有一半日本血统，且日语熟练，办事负责，所以深受汪精卫私人秘书周隆庠的信任。1940年9月，汪锦元因周隆庠举荐去南京，打入“汪公馆”，担任汪精卫的随从秘书兼日语翻译。1940年到1942年的两年多时间，汪锦元随汪精卫参加了同日本人的一些会谈。汪锦元搜集汪精卫政权和日本“交易”的各类情报，例如汪精卫同日本签订的密约《日支新关系调整纲要》，汪精卫从日本政府获得的武器，汪精卫处往来人员的情况等。这些情报被汪锦元及时送交中共在南京的情报小组，由上海情报部门经秘密电波传给延安，获得周恩来称赞。
1942年8月，汪锦元等人因受西里龙夫牵连而被日本警方逮捕。1945年5月，汪锦元等人获释后，随新四军联络部部长扬帆抵达新四军淮南根据地。经审查及上级组织批准，汪锦元恢复了中共的组织关系。1945年9月，汪锦元奉命到国统区长期潜伏，相机打入国民党机关，开展隐蔽斗争。从此汪锦元与中共党组织失去联系。1949年中国人民解放军取得上海战役胜利后，汪锦元曾在东方经济研究所和保卫部门工作。1955年夏，他因潘汉年、扬帆案（“潘扬案”）而被捕，关押在北京。1982年8月，潘汉年、扬帆案彻底平反，汪锦元也获得平反。有关部门对汪锦元的评价是：“在从事党的情报工作期间表现积极，认真负责，对革命事业有一定贡献。”
1992年3月26日，汪锦元病逝。